# جورج كيز (لاعب غولف)
جورج كيز (بالإنجليزية: George Keyes)‏ هو لاعب غولف أمريكي، ولد في 17 سبتمبر 1919، وتوفي في 11 فبراير 2010.